# Ложный песчаный уж
Ложный песчаный уж (лат. Psammodynastes pulverulentus) — вид змей из семейства ужеобразных.
Общая длина достигает 60 см. Голова расширена на конце, почти треугольная. Туловище массивное и коренастое. Хвост очень короткий. Окраска неяркая, варьирует от серовато-бежевого до тёмно-коричневого с тёмными продольными полосами. Встречаются ярко-жёлтые и кирпично-красные особи. На голове часто заметен характерный Y-образный рисунок.
Любит равнинные тропические леса. Активен ночью. Хорошо лазает, но придерживается преимущественно нижнего кустарникового яруса. Питается ящерицами, иногда грызунами.
Живородящая змея, хотя в старой литературе описывалась как яйцекладущая.
Живёт от восточной Индии, Непала и южного Китая до островов Индонезии, включая остров Сулавеси.